# Tor Inge Smedås
Tor Inge Smedås (Hamar, 25 agosto 1957) è un ex calciatore norvegese, di ruolo difensore.

## Carriera

### Club
Smedås cominciò la carriera con la maglia del Mjøndalen, per poi passare al Lillestrøm. Vi rimase dal 1980 al 1986, vincendo un campionato e due Coppe di Norvegia. Nel 1987 si trasferì allo HamKam, dove chiuse la carriera nel 1990.

### Nazionale
Smedås conta 2 presenze per la Norvegia. Esordì il 14 ottobre 1986, schierato titolare nel pareggio a reti inviolate contro l'Unione Sovietica.

## Palmarès

### Club

#### Competizioni nazionali
- Campionato norvegese: 1

Lillestrøm: 1986
- Coppa di Norvegia: 2

Lillestrøm: 1981, 1985